# Lălești
Lălești – wieś w Rumunii, w okręgu Vaslui, w gminie Puiești. W 2011 roku liczyła 495 mieszkańców.